# Mecheri
Mecheri è una suddivisione dell'India, classificata come town panchayat, di 21.020 abitanti, situata nel distretto di Salem, nello stato federato del Tamil Nadu. In base al numero di abitanti la città rientra nella classe III (da 20.000 a 49.999 persone).

## Geografia fisica
La città è situata a 11° 51' 03 N e 77° 57' 23 E.

## Società

### Evoluzione demografica
Al censimento del 2001 la popolazione di Mecheri assommava a 21.020 persone, delle quali 11.135 maschi e 9.885 femmine. I bambini di età inferiore o uguale ai sei anni assommavano a 2.422, dei quali 1.313 maschi e 1.109 femmine. Infine, coloro che erano in grado di saper almeno leggere e scrivere erano 12.297, dei quali 7.340 maschi e 4.957 femmine.